# Fanny Ardant
Fanny Marguerite Judith Ardant (sinh ngày 22 tháng 3 năm 1949 tại Saumur, Maine-et-Loire) là nữ diễn viên người Pháp. cô đã xuất hiện trên hơn 50 phim điện ảnh từ năm 1976, và đã đoạt giải César cho nữ diễn viên chính xuất sắc nhất năm 1997 cho vai diễn trong phim Pédale douce.

## Thời niên thiếu
Ardant sinh tại Saumur Maine-et-Loire, Pháp. Cha Ardant là một tùy viên quân sự. Cô lớn lên ở Monaco tới năm 17 tuổi thì di chuyển về Aix-en-Provence để học ở Học viện nghiên cứu chính trị d'Aix-en-Provence. Ở đầu tuổi 20, Cô bắt đầu quan tâm tới diễn xuất, và năm 1974 cô xuất hiện lần đầu trên sân khấu.

## Sự nghiệp
Đầu thập niên 1980 cô trở thành ngôi sao điện ảnh chính, được quốc tế công nhận về vai diễn cặp với Gérard Depardieu trong phim La Femme d'à côté (The Woman Next Door). Phim này do François Truffaut đạo diễn, đã mang lại cho Ardant một đề cử đầu tiên cho Giải César cho nữ diễn viên chính xuất sắc nhất năm 1982. Năm 1984 cô lại được đề cử lần thứ hai cho Giải César cùng thể loại về vai diễn trong phim Vivement dimanche!.  Sau đó cô sống chung với Truffaut và sinh người con gái tên Joséphine Truffaut ngày 28.9.1983. Ban đầu, cô được ưa chuộng là do sắc đẹp son trẻ; nhưng cùng với thời gian thì sự tinh tế và kỹ năng diễn xuất của cô đã làm cho cô trở thành một trong các nữ diễn viên được hâm mộ nhất nước Pháp. Cô đã chứng minh tính linh hoạt của mình khi đóng vai hài trong phim Pédale douce và đã đoạt được Giải César cho nữ diễn viên chính xuất sắc nhất năm 1997.
Nói tiếng Anh và tiếng Ý lưu loát, Ardant đã đóng nhiều vai chính trong các phim của Hollywood và của Anh. Phim nói tiếng Anh mới đây nhất của cô là phim Callas Forever của đạo diễn Franco Zeffirelli, trong đó cô đóng vai diva opera Maria Callas. Phim này được chiếu buổi khai mạc Liên hoan phim quốc tế Palm Springs hàng năm lần thứ 14 vào ngày 09.01.2003. Năm 2003, Ardant nhận được giải thưởng Stanislavsky tại Liên hoan phim quốc tế Moskva (cho thành tích xuất sắc trong sự nghiệp diễn xuất và sự tận tâm với các nguyên tắc của trường phái Stanislavsky).

## Vụ gây tranh cãi
Một lần cô đã bày tỏ sự ngưỡng mộ đối với Renato Curcio, cựu lãnh đạo của các chiến binh Lữ đoàn đỏ (Brigate Rosse), nói rằng thật tốt cho ông ta khi tuân thủ các nguyên tắc của mình. Sau đó, cô phát hiện ra rằng lời tuyên bố của cô sẽ khiến cho cô khó có thể tham dự liên hoan phim tại Venezia, vì phát biểu của mình đã tạo ra nhiều tai tiếng tại Ý. Thống đốc Veneto nói ông muốn rằng Ardant đừng tới thăm khu vực của ông. Sau đó, Ardant đã xin các nạn nhân bị khủng bố (bởi Lữ đoàn đỏ) tha thứ.

## Danh mục phim
| - Les chiens (1979) - Les Uns et les Autres (1981) - The Woman Next Door (1981) - Desiderio (1983) - Confidentially Yours (1983) - Benvenuta by André Delvaux (1983) - La vie est un roman (1983) - L'amour à mort (1984) - Swann in Love (1984) - Next Summer (1986) - Mélo - Conseil De Famille (1986) - La Famiglia (The Family) (1987) - Love and Fear (1988) - Australia (1989) - Afraid of the Dark (1991) - Colonel Chabert (1994) - chuyển thể tiểu thuyết của Balzac - Sabrina (1995) - Beyond the Clouds (1995) - Désiré (1996) - Pédale douce (1996) - Ridicule (1996) - La cena (1998) - Elizabeth (1998) - Callas Forever | - Augustin, roi du Kung-fu (1999) – Herself - La débandade (1999) - Balzac: A Life of Passion (1999) - Le fils du français (1999) - Sin noticias de Dios (2001) - Change moi ma vie (2001) - Le Libertin (2001) - No News from God (Sin noticias de Dios) (2002) - 8 Women (2002) - Callas Forever (2002) - Nathalie... (2003) - L'Odeur du sang (2004) - El Año del diluvio (2004) - Emeth (2006) - Paris, je t'aime (2006) - La chambre d'ami (2006) - Bord Cadre (2006) - Le Beau Monde (2006) - Roman de gare (2007) - L'Ora di Punta (2007) - Hello Goodbye (2008) - Il Divo (2008) - The Secrets (2009) - Ashes and Blood (2009) |

### Truyền hình
- Le Mutant (1978)
- La Muse et la Madone (1979)
- Ego (1979)
- Les Dames de la côte (1979)
- Les Bons bourgeois (1981)
- Le Chef de famille (1982)
- Sarah (2003)
- Histoires extraordinaires: La Chute de la maison Usher (1982)
- Mémoires de deux jeunes mariées (1980)
- Mademoiselle Julie (1984)
- Vivement Truffaut ! (1984)
- Affabulazione (1985)
- Piazza Novena (1986)
- Médecins des hommes: Biafra, le pays du soleil levant (1987)
- La Grande Cabriole (1988)
- L'Aide-mémoire (1993)
- Balzac (1999)

### Đạo diễn
- Cendres et Sang (2009)
- Chimères Absentes (phim ngắn) (2010)

## Giải thưởng và đề cử

### Giải César
| Năm  | Nhóm       | Giải thưởng                      | Phim         | Kết quả   |
| ---- | ---------- | -------------------------------- | ------------ | --------- |
| 1997 | Giải César | Nữ diễn viên chính xuất sắc nhất | Pédale douce | Đoạt giải |

| Năm  | Nhóm       | Giải thưởng                      | Phim                                       | Kết quả |
| ---- | ---------- | -------------------------------- | ------------------------------------------ | ------- |
| 1982 | Giải César | Nữ diễn viên chính xuất sắc nhất | The Woman Next Door (La Femme d'à côté)    | Đề cử   |
| 1984 | Giải César | Nữ diễn viên chính xuất sắc nhất | Confidentially Yours (Vivement dimanche !) | Đề cử   |
| 2002 | Giải César | Nữ diễn viên chính xuất sắc nhất | 8 Women (8 Femmes))                        | Đề cử   |

### Giải Molière
| Năm  | Nhóm         | Giải thưởng                      | Phim           | Kết quả |
| ---- | ------------ | -------------------------------- | -------------- | ------- |
| 1993 | Giải Molière | Nữ diễn viên chính xuất sắc nhất | L'Aide-mémoire | Đề cử   |
| 1997 | Giải Molière | Nữ diễn viên chính xuất sắc nhất | Master Class   | Đề cử   |